# Julius Carl Raschdorff
Julius Carl Raschdorff (2. července 1823 Pszczyna – 13. srpna 1914 Waldsieversdorf) byl německý architekt a vysokoškolský učitel. Patřil k nejvýraznějším architektům historismu a novorenesance druhé poloviny 19. století. Jeho nejznámější prací je berlínská katedrála.

## Život

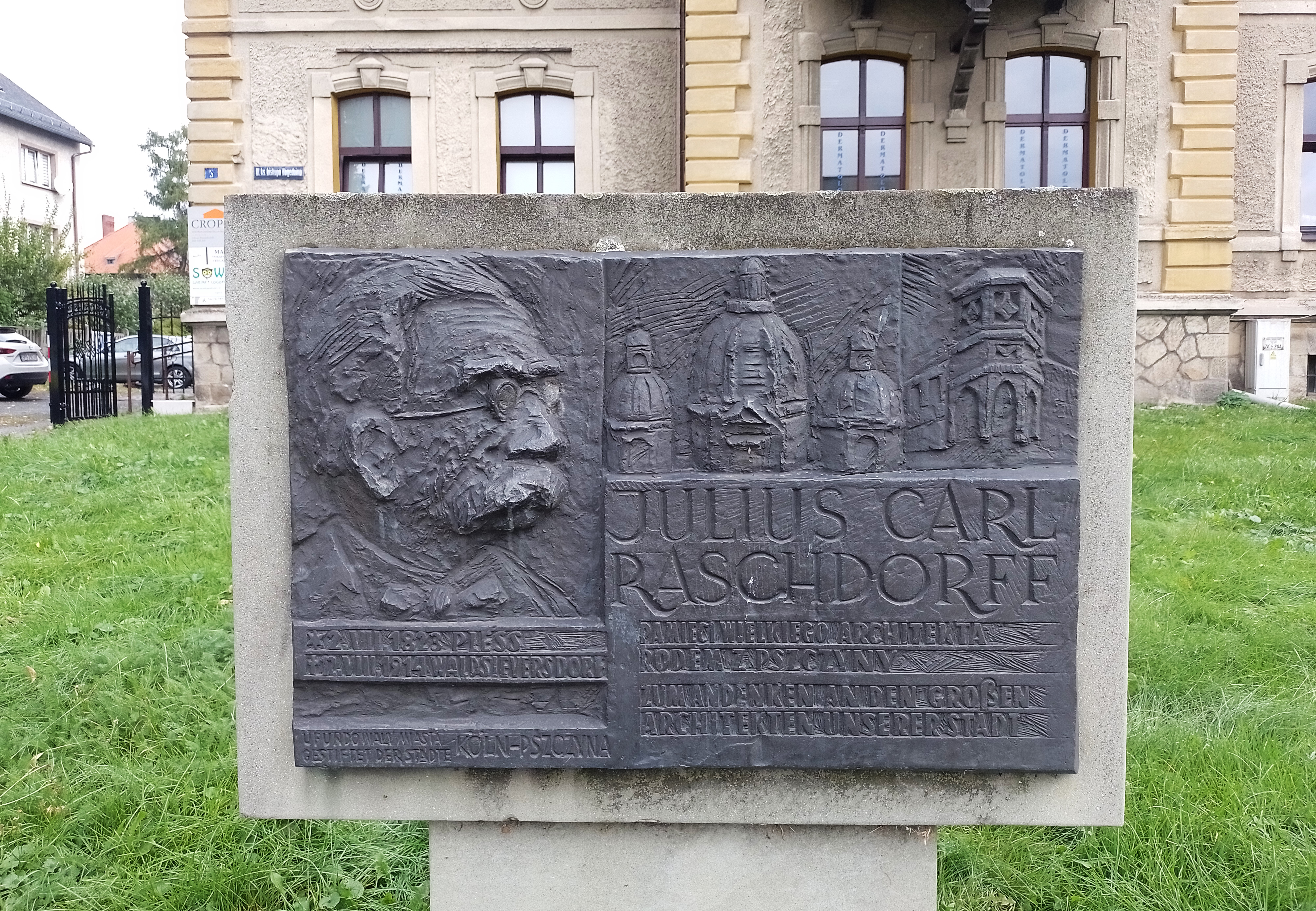
Pamětní deska v rodném městě Pština

Raschdorff navštěvoval obecnou školu v rodném městě a poté gymnázium v Gliwicích, kde roku 1842 odmaturoval. Po studiu zeměměřictví a získání potřebných zkušeností studoval v letech 1845–1853 na berlínské Bauakademii. Od 1. listopadu 1854 pracoval na pozici druhého městského stavitele v Kolíně nad Rýnem a roku 1864 se stal prvním městským stavitelem. Výrazně se podílel na rozvoji města a mimo jiné renovoval kulturní dům Gürzenich (1854–1859) a radnici. V roce 1856 přednášel na světové výstavě v Paříži o nových stavebních technikách. V roce 1859 se oženil s Jenny Petitpierre (asi 1830–1902), se kterou ještě před svatbou přivedl na svět syny Ottu (1854–1915) a Franze (1858–1888). Úřad opustil roku 1872 a působil ve městě nadále jako architekt na volné noze. Město Kolín nad Rýnem opustil v roce 1878, kdy byl jmenován profesorem stavitelství na Technische Hochschule Charlottenburg. Zde působil až do roku 1914, kdy odešel na odpočinek a krátce poté zemřel. Pohřben je v čestném hrobě na berlínském hřbitově Dorotheenstädtischen Friedhof II. Jeho syn Otto Raschdorff se stal také architektem a otcovým blízkým spolupracovníkem. V Düsseldorfu po něm byla v 60. letech 20. století pojmenována nová ulice v městské části Garath.

## Dílo
Julius Raschdorf za svůj život navrhl v Německu a blízkém okolí na 220 staveb, z nichž se realizace dočkalo přibližně 100 na 40 různých místech. Známo je 6 kostelů, 1 synagoga, 17 školních budov, 4 univerzitní budovy, 2 muzea, 2 knihovny, 4 nemocnice, 1 divadlo, 2 radnice, 7 nádraží, 7 zámků a hradů, 23 vil a 10 obytných a kancelářských budov. Navrhované budovy se řadí nejčastěji do historismu a novorenesance.
Stavby a návrhy (výběr)
- 1858–1860: Haus Sölling v Rolandsecku
- 1865–1866: Haus der Casino-Gesellschaft v Saarbrückenu (současné sídlo sárského parlamentu)[2]
- 1859–1860: Apoštolské gymnázium v Kolíně nad Rýnem
- 1869–1872: městské divadlo v ulici Glockengasse v Kolíně nad Rýnem (zničené během druhé světové války)
- 1870–1872: panský dům Etzweiler v Elsdorfu (zničen po roce 2006 kvůli těžbě uhlí)
- 1871: nádražní budovy v Kyllburgu a Bitburg-Erdorfu
- 1871–1874: vila Gottfrieda Conze v Langenbergu, Hauptstraße 103
- 1872–1873: vila Emila vom Rath v Mehlemu (zbořena roku 1955)[3]
- 1876–1880: Ständehaus v Düsseldorfu
- 1877: nový evangelický kostel v Langenbergu, Donnerstraße 15 (současný „Event-Kirche“)
- 1877: fara v Langenbergu, Wiemerstraße 12
- 1877–1878: vila Hermanna Colsmana v Langenbergu, Wiemerstraße 8
- 1877: vila Petershall textilního továrníka Davida Peterse v Neviges
- 1878–1880: poštovní úřad v Münsteru, Domplatz 6/7
- 1878: budova soudu v Langenbergu, Hauptstraße 122
- 1878: návrh vily Andrease Colsmana v Langenbergu (postavena roku 1884 podle pozměněného návrhu od Hermanna Otto Pflaumeho)
- 1878–1884: novostavba Technischen Hochschule v Berlíně-Charlottenburgu společně s Richardem Lucae und Friedrichem Hitzigem)
- 1879: věž Německého kostela ve Stockholmu
- 1880: budova Staatliche Zeichenakademie v Hanau
- 1884–1885: anglikánský kostel v Berlíně
- 1888–1889: Dittrichova hrobka v Krásné Lípě
- 1890: nádražní budova v Münsteru
- 1894–1905: berlínská katedrála
- 1895–1897: pohřební kaple hraběte Henckela von Donnersmarck u zámku Neudeck v Świerklanieci

Spisy
- Das Kaufhaus Gürzenich in Köln. Berlin 1863.
- Die Hochbau-Ausfuehrungen des preußischen Staates. Toeche, Berlin 1880.
- Abbildung deutscher Schmiedewerke. Verlag von Ernst & Korn, Berlin 1882.[4]